# Marcel Delannoy
Marcel Delannoy, född 9 juli 1898, död 14 september 1962, fransk kompositör, främst bekant för scenmusik, som operorna Le poirier de misère och Ginevra, baletten Cendrillon ou la pantoufle de Vair och diverse filmmusik.

## Fotnoter
1. 1 2  SNAC, SNAC Ark-ID: w6jw96b4, läs online, läst: 9 oktober 2017.[källa från Wikidata]
2. 1 2  Munzinger Personen, Munzinger person-ID: 00000010004, läst: 9 oktober 2017.[källa från Wikidata]
3. ↑  Bibliothèque nationale de France, BnF catalogue général, Bibliothèque nationale de France, läs online och läs online, läst: 13 november 2018.[källa från Wikidata]